# Boucles du Tarn et du Sidobre
 (janvier 2018).
Les Boucles du Tarn et du Sidobre sont une course cycliste disputée chaque année au mois de juin dans le département du Tarn. Créée en 1951,, cette compétition est organisée par le club de l'UV Mazamet. Elle fait partie du calendrier régional de la Fédération française de cyclisme. 

## Histoire
Des coureurs de renom ont participé à cette course par le passé, tels que Laurent Jalabert, son frère Nicolas Jalabert vainqueur en 1994, Christophe Rinero vainqueur en 1993, Alexandre Vinokourov vainqueur en 1997, ou Romain Campistrous en 2013,. En 2011, la course fusionne avec la Ronde du Sidobre, autrefois organisée le lendemain des Boucles du Tarn.
L'édition 2020 est annulée en raison du contexte sanitaire lié à la pandémie de Covid-19.

## Palmarès
| Année                               | Vainqueur                 | Deuxième                  | Troisième                 |
| Prix du Rechapage Tarnais           | Prix du Rechapage Tarnais | Prix du Rechapage Tarnais | Prix du Rechapage Tarnais |
| ----------------------------------- | ------------------------- | ------------------------- | ------------------------- |
| 1951                                | Gino Girardelli           | Lino Ceotto               | Georges Ferrand           |
| Prix des Commerçants et Industriels |                           |                           |                           |
| 1952                                | André Cousinié            | René Abadie               | Pujol                     |
| Boucles du Tarn                     |                           |                           |                           |
| 1953                                | Jean Valentin             | René Garric               | D. Coletti                |
| 1954                                | René Barrère              | Antoine Mur               | Serge Celebrowski         |
| 1955                                | Jean Zolnowski            | Gino Bisetto              | Julien Vasquez            |
| 1956                                | Élie Rascagnères          | Georges Monsegur          | J. Elias                  |
| 1957                                | Delio Soler               | André Cousinié            | Dante Soler               |
| 1958                                | André Cousinié            | Antoine Belloc            | Joseph Giordano           |
| 1959                                | Dante Soler               | André Cousinié            | Robert Zannier            |
| 1960                                | Dante Soler               | Jean-Claude Roques        | José Gil Solé             |
| 1961                                | Louis Lavergne            | Mario Prodoscimi          | Delio Soler               |
| 1962                                | Delio Soler               | Antoine Belloc            | Dante Soler               |
| 1963                                | Jean-Claude Rabani        | Alain Motard              | René Cavalli              |
| 1964                                | Guy Agasse                | Robert Della Negra        | Henri Luchsinger          |
| 1965                                | Jean Priat                | Yves Gutkin               | Georges Issiot            |
| 1966                                | Maurice Aussenac          | Jean-Pierre Salgado       | Jean-Claude Rabani        |
| 1967                                | Serge Mailhé              | Rémy Smet                 | Couailhac                 |
| 1968                                | Jean-Paul Chabrol         | Bertrand                  | E. Bernardinis            |
| 1969                                | Robert Rolleau            | Christian Munoz           | Jean-Paul Buscail         |
| 1970                                | Marcel Gaffajoli          | Yves Rouquette            | Jean-Jacques Ajas         |
| 1971                                | Yves Gutkin               | Yves Coronas              | Daniel Salles             |
| 1972                                | Dominique Castagnet       | Louis Ségura              | Jacques Fournier          |
| 1973                                | Bernard Desplats          | Michel Guionnet           | Daniel Armengaud          |
| 1974                                | Roland Smet               | Joseph Kerner             | Bernard Lalanne           |
| 1975                                | Bernard Desplats          | Joseph Kerner             | Marcel Sainte-Romane      |
| 1976                                | Patrick Mauriès           | Daniel Bonnet             | Serge Pozzobon            |
| 1977                                | Bernard Labourdette       | Marc Durant               | Serge Perin               |
| 1978                                | Patrick Audeguil          | Daniel Bonnet             | Daniel Armengaud          |
| 1979                                | Patrick Mauriès           | Alain Dithurbide          | Gérard Mercadié           |
| 1980                                | Bernard Pineau            | Christian Fauré           | Francis Duteil            |
| 1981                                | Serge Perin               | Dino Bertolo              | Daniel Bonnet             |
| 1982                                | Bernard Pineau            | Gérard Mercadié           | Jean-Luc Garnier          |
| 1983                                | Gérard Mercadié           | Daniel Amardeilh          | Philippe Piquemal         |
| 1984                                | Henri Abadie              | Daniel Amardeilh          | Joël Versolato            |
| 1985                                | Daniel Amardeilh          | Philippe Piquemal         | Patrick Mauriès           |
| 1986                                | Philippe Bocquier         | Denis Pelizzari           | Patrick Mauriès           |
| 1987                                | Patrick Pregno            | Laurent Jalabert          | Hervé Doueil              |
| 1988                                | Marcel Kaikinger          | Patrick Bonnet            | Pascal Andorra            |
| 1989                                | Andrew Bradley            | Pascal Andorra            | Jean-Luc Murcia           |
| 1990                                | Lars Michaelsen           | Hans Kindberg             | Marian Gołdyn (pl)        |
| 1991                                | Thierry Ferrer            | Henryk Sobinski           | Tomasz Serediuk           |
| 1992                                | Marian Gołdyn (pl)        | Jean-Luc Jonrond          | Laurent Roux              |
| 1993                                | Christophe Rinero         | Stéphane Goubert          | Marian Gołdyn (pl)        |
| 1994                                | Nicolas Jalabert          | Ghislain Marty            | Gérard Bigot              |
| 1995                                | Frédéric Bessy            | Cyriaque Duval            | Fabrice Gougot            |
| 1996                                | Hugues Ané                | Vincent Cali              | Jérôme Laveur-Pedoux      |
| 1997                                | Alexandre Vinokourov      | Thierry Elissalde         | Jean-Paul Garde           |
| 1998                                | Laurent Guichardet        | José Medina               | Thomas Knecht             |
| 1999                                | Igor Pavlov               | Francis Roger             | Régis Balandraud          |
| 2000                                | Sylvain Lavergne          | Ivaïlo Gabrovski          | Christophe Cousinié       |
| 2001                                | Sébastien Bordes          | Marc Thévenin             | Igor Pavlov               |
| 2002                                | Christophe Dupouey        | Christophe Cousinié       | Igor Pavlov               |
| 2003                                | Michel Ambrosini          | Olivier Asmaker           | Mathieu Perget            |
| 2004                                | Stéphane Barthe           | Kenny Lembo               | Laurent Estadieu          |
| 2005                                | Christophe Cousinié       | Sébastien Pillon          | Yukiya Arashiro           |
| 2006                                | Mathieu Somprou           | Damien Branaa             | Émilien Baze              |
| 2007                                | Thierry Hupond            | Alexandre Blain           | Julien Antomarchi         |
| 2008                                | Kévin Pigaglio            | Gaël Desriac              | Thomas Vaubourzeix        |
| 2009,                               | Nicolas Ligier            | Yoann Barbas              | Nikolay Mihaylov          |
| 2010                                | Nikolay Mihaylov          | Carl Naibo                | Damien Albaret            |
| Boucles du Tarn et du Sidobre       |                           |                           |                           |
| 2011                                | Grzegorz Kwiatkowski      | Clément Brossais          | Guillaume Bonnet          |
| 2012,                               | Oriol Colomé              | Julien Schick             | Max Massat                |
| 2013                                | Romain Campistrous        | Jarno Gmelich             | Maxime Mayençon           |
| 2014                                | Fabien Fraissignes        | Romain Campistrous        | Loïc Bouchereau           |
| 2015                                | Guillaume Gerbaud         | Pavel Sivakov             | Guillaume De Almeida      |
| 2016                                | Nikólaos Ioannídis        | Florent Castellarnau      | Robin Meyer               |
| 2017                                | Sébastien Pillon          | Tristan Delacroix         | Issiaka Cissé             |
| 2018                                | Jérémy Defaye             | Tristan Delacroix         | Maxime Urruty             |
| 2019                                | Clément Jolibert          | Corentin Dubois           | Loïc Desriac              |
| 2020                                | annulé                    | annulé                    | annulé                    |
| 2021                                | Louis Barré               | Axel Mariault             | Stefan Bennett            |
| 2022                                | Romain Campistrous        | Stefan Bennett            | Florent Castellarnau      |
| 2023                                | Cyril Couture             | Artus Jaladeau            | Baptiste Lavigne          |